# Федотов Анатолій Іванович
Анатолій Іванович Федотов (21 березня 1937 — пом. 4 червня 1985, Алма-Ата) — радянський футболіст, який грав на позиції захисника. Відомий за виступами у складі алма-атинського «Кайрата» у вищій лізі чемпіонату СРСР, за який зіграв понад 200 матчів у вищій лізі, грав також у вищій лізі у складі московського ЦСКА.

## Клубна кар'єра
Анатолій Федотов розпочав займатися футболом у місті Подольську. У 1958 році в Сімферополі організували команду класу Б під назвою «Авангард», перший головний тренер якої, москвич Микола Глєбов, запросив до команди вихованців подольського футболу Федотова, Олександра Кудряшова, Сергія Мітіна, а також молодих вихованців московських клубів Володимира Пайса, Олега Харкіна і Олександра Піскунова. У команді Федотов став одним із гравців основного складу, а після переходу головного тренера Глєбова до алма-атинського «Кайрата» Анатолій Федотов разом із Володимиром Никоновим та Олександром Кудряшовим отримав запрошення до алматинської команди вищої ліги. У «Кайраті» Федотов відіграв один сезон, після якого його призвали на військову службу, яку футболіст проходив у складі московського ЦСКА. У складі московської команди Федотов зіграв лише 3 матчі, та після початку сезону 1962 року повернувся до «Кайрата». У складі алматинської команди він грав до закінчення сезону 1970 року, зігравши понад 200 матчів у вищій лізі, а також 71 матч у другому за рангом дивізіоні радянського футболу в 1965 і 1970 роках. У 1970 році Анатолій Федотов допоміг «Кайрату» повернутися до вищої ліги, після чого протягом двох років грав за команду другої ліги «Алатау», у якій закінчив кар'єру гравця. У 1973 році Анатолій Федотов протягом року входив до тренерського штабу команди другої ліги «Спартак» із Семипалатинська. Помер Анатолій Федотов 4 червня 1985 року в Алма-Аті.